# Sina Ataeian Dena
Sina Ataeian Dena (* 4. November 1983 in Ahvaz, Iran) ist ein iranisch-deutscher interdisziplinärer Künstler, Regisseur, Drehbuchautor und Filmproduzent.

## Biografie
Dena wuchs in Ahvaz auf. Er studierte zunächst Physik an der K. N. Toosi University of Technology in Teheran, brach sein Studium jedoch ab, um an der Sooreh University of Art in Teheran Film zu studieren. Bereits während seines Studiums begann Ataeian Dena im Filmbereich zu arbeiten, drehte erste animierte Kurzfilme, Videoclips für Theaterproduktionen, machte Video-Installationen, arbeitete als Visual-Effects-Supervisor und in der Stoffentwicklung für Computerspiele. Mit seiner Diplomarbeit The influence of comic books on cinema schloss er 2008 sein Studium mit dem Bachelor of Arts ab. 2009 gewann sein animierter Kurzfilm Especially Music den internationalen Wettbewerb des Tehran International Short Film Festival. Anschließend arbeitete er als Autor und Regisseur für Werbespots, Dokumentationen und TV-Serien. Gleichzeitig realisierte Ataeian Dena seinen ersten abendfüllenden Spielfilm Paradise (Originaltitel Ma dar Behesht). Er war für Drehbuch und Regie verantwortlich und koproduzierte den Film mit Yousef Panahi. Der Dreh erstreckte sich über einen Zeitraum von drei Jahren, da der Film im Iran weder eine offizielle Drehgenehmigung, noch finanzielle Unterstützung von staatlicher Seite erhielt. Paradise ist eine Gesellschaftsstudie und handelt von einer jungen Frau im heutigen Teheran, die als Lehrerin an einer Mädchenschule in der Vorstadt arbeitet und in Folge der alltäglich erlebten, unterschwelligen, strukturellen Gewalt zunehmend lethargisch wird. Das Drama ist der erste Teil einer Teheran-Trilogie mit dem übergeordneten Thema Gewalt und feierte im August 2015 im Hauptwettbewerb des 68. Festival del film Locarno Weltpremiere, war hier für den Goldenen Leoparden nominiert und wurde mit dem Preis der Ökumenischen Jury sowie dem Swatch Art Peace Hotel Award ausgezeichnet. Anschließend wurde Paradise auf zahlreichen internationalen Film Festivals gezeigt, gewann weitere Preise und war für diverse Preise nominiert. Unter anderem überreichte Jury Präsident Francis Ford Coppola beim 15. International Film Festival Marrakech Sina Ataeian Dena den Preis der Jury. Der Snoeck-Verlag brachte 2018 das Paradise Handbook heraus, das die subversiven Strategien darlegt, die im Film verwendet wurden, um die Restriktionen des repressiven Regimes zu umgehen.
2023 produzierte Dena gemeinsam mit Ali Ahmadzadeh das iranische Gesellschaftsdrama Critical Zone. Er fungierte außerdem als dramaturgischer Berater. Für den Film wurden beide mit dem Goldenen Leoparden des Locarno Film Festivals ausgezeichnet. Ataeian musste den Preis allein in Empfang nehmen, da Ahmadzadeh an der Einreise in den Schengen-Raum gehindert worden war. In seiner Rede sprach Ataeian Dena über die zentrale Rolle, die Künstler in repressiven Systemen tragen und rief auf zu Solidarität und Meinungsfreiheit. Die Rede wurde vielfach rezipiert. Weitere Preise, z. B. auf dem Haifa International Filmfestival und dem Batumi International Art-House Film Festival folgten.
An Steffi Niederzolls Dokumentarfilm Sieben Winter in Teheran über das Leben Reyhaneh Jabbaris und ihren Kampf für Frauenrechte war Ataeian Dena als Dramaturg und Produzent beteiligt. Der Film gewann zahlreiche Preise, unter anderem den Kompass-Perspektive-Preis und den Friedensfilmpreis auf der Berlinale 2023, den F:act Award bei seiner internationalen Premiere auf dem CPH:DOX sowie den Bayerischen Filmpreis 2024.
Gemeinsam mit Kia Ataiean Dena ist er Co-Autor mit Henner Winckler für dessen neuen Film Science of happiness. Seine neueste Arbeit Wolves als Drehbuchautor und Regisseur ist das erste animierte Serienprojekt des Berlinale Co-Production Market.
Er ist Mitbegründer der Filmproduktionsfirma counterintuitive film.
Er hat Lehraufträge an der Deutschen Film- und Fernsehakademie (dffb) und der Universität der Künste Berlin (UdK). Er bietet Seminare zu Kreativem Schreiben, Regie, Dramaturgie und Performance sowie computergenerierten Animationstechniken an.

### Künstlerisches Schaffen
2018 stellte Sina Ataeian Dena Photoarbeiten und die Video-Installation Altering Realities in der Ausstellung Hidden Secret - Strategien des Verborgenen neben Arbeiten des Künstlers Francis Alys und der !Mediengruppe Bitnik in der Kunstgalerie Villa Merkel aus. Die Video-Installation Home zeigte Ataeian Dena 2018 im Rahmen der Ausstellung Studio Bosporus im Museum für Gegenwart Hamburger Bahnhof Berlin.
2016, 2017 und 2018 erhielt Sina Ataeian Dena vom Goethe-Institut Stipendien für die Künstlerresidenz Kulturakademie Tarabya in Istanbul. 2018/2019 war er Stipendiat der Künstlerresidenz Swatch Art Peace Hotel in Shanghai. Mittlerweile lebt er im Exil.
Er ist Mitbegründer des öffentlichen Performance-Kollektivs Exhilium, das 2020 gegründet wurde und unter anderem beim Karneval der Kulturen 2023 vertreten war.
Seine provokanten Kunstwerke über die Umweltkatastrophen in seiner Heimatstadt Ahvaz und an anderen Orten rund um den Globus haben Aufmerksamkeit erregt. Seine Videokunst, Gemälde und Fotografien wurden in renommierten Museen für zeitgenössische Kunst wie der Staatlichen Kunsthalle Baden-Baden und dem Künstlerhaus Bethanien sowie in Kunstgalerien wie SOMA gallery Berlin ausgestellt.

## Filmografie (Auswahl)

### Regie, Drehbuch und Produktion
- 2015: Paradise
- 2013: Wind in the alley (Videoart)
- 2013: Homo (Videoart)
- 2006: Third Gender (Dokumentation)
- 2004: Freak Out (Videoart)

### Regie und Drehbuch
- 2012: Arghaj (Dokumentation)
- 2010: Life Tuning (Dokumentation)
- 2009: Especially Music (Animation, Kurzfilm)
- 2009: Yar-e-dar (Kurzfilm mit Animation)

### Produktion und Dramaturgische Beratung
- 2023: Critical Zone
- 2023: Sieben Winter in Teheran

## Auszeichnungen und Nominierungen
- 2009: Bester Film beim Tehran International Short Film Festival (Especially Music)
- 2015: Nominiert für den Goldenen Leoparden im Hauptwettbewerb des Film Festival Locarno (Paradise)
- 2015: Preis der Ökumenischen Jury beim Film Festival Locarno (Paradise)
- 2015: First Feature Swatch Art Peace Award beim Film Festival Locarno (Paradise)
- 2015: Jury Award beim International Film Festival Marrakech (Paradise)
- 2015: Nominiert für den NDR Nachwuchspreis beim Filmfest Hamburg (Paradise)
- 2015: Nominiert für den Silver Screen Award beim Singapore International Film Festival (Paradise)
- 2015: Nominiert für die Goldene Montgolfière beim Three Continents Festival Nantes (Paradise)
- 2015: Nominiert für den New Filmmakers Award beim Sao Paulo International Film Festival (Paradise)
- 2015: Nominiert für den New Wave Award beim Seville European Film Festival (Paradise)
- 2016: Nominiert für den Bright Future Award beim International Film Festival Rotterdam (Paradise)
- 2016: Nominiert für den Inspire Award beim Istanbul Independent Film Festival (Paradise)
- 2016: Bester Film beim Lucca Film Festival (Paradise)
- 2023: Goldener Leopard beim Locarno Film Festival (Critical Zone – gemeinsam mit Ali Ahmadzadeh)